# ラジオ・ネーデルランド
ラジオ・ネーデルランド（ラジオ・ネダーランドとも）は、オランダの国営国際放送局である。

## 概要
1967年に開局し、オランダ語、英語などの番組を提供。毎年短波放送の年鑑で、人気放送局のベスト10にランク入りしており、環境問題やBCL情報番組の「メディアネットワーク」、また報道の公正さに定評があった。
しかし、インターネットの普及などから、短波放送は年々縮小の傾向にあり、2012年6月に短波放送はスペイン語を残しほぼ全廃となった。さらに2014年8月をもって完全終了となった。